# Tour de France 2018/21. Etappe
Die 21. Etappe der Tour de France 2018 führte am 29. Juli 2018 über flache 115 Kilometer von Houilles nach Paris. Auch im Jahr 2018 endete die prestigeträchtige Abschlussetappe der Tour de France wie stets seit 1975 auf dem Champs-Élysées. Die letzten 55 der flachen 115 Kilometer des Tages wurden in neun Zielrunden gefahren.
Traditionell wird der Träger des Gelben Trikots auf der Schlussetappe nicht angegriffen, auch wenn es in der Geschichte der Tour de France hiervon Ausnahmen gab.
Etappensieger wurde im Massensprint des Feldes Alexander Kristoff vor John Degenkolb und Arnaud Démare. Zuvor gab es erfolglose Ausreißversuche, zunächst nach der Einfahrt auf den Rundkurs für wenige Kilometer durch Sylvain Chavanel. Es folgte eine sechsköpfige Gruppe mit Taylor Phinney, Michael Schär, Silvan Dillier, Nils Politt, Damien Gaudin und Guillaume Van Keirsbulck, die einen Maximalvorsprung von 50 Sekunden hatten. Politt wurde als letzter dieser Gruppe 5,6 Kilometer vor dem Ziel gestellt. Zwei Kilometer vor dem Ziel attackierte Marco Marcato, dem Daniel Oss und Yves Lampaert folgten. Lampaert wurde ca. 250 Meter vor dem Ziel eingeholt.
Führungswechsel in der Gesamtwertung oder den Sonderwertungen ergaben sich nicht.